# 956 Elisa
A 956 Elisa (ideiglenes jelöléssel 1921 JW) a Naprendszer kisbolygóövében található aszteroida. Karl Wilhelm Reinmuth fedezte fel 1921. augusztus 8-án, Heidelbergben.